# Jeff McBride
Jeff McBride (Monticello, Nueva York, 11 de septiembre de 1959) es un ilusionista estadounidense.

## Biografía
Hace magia desde los ocho años, y ya a los dieciséis acompañó a la Fania All-Stars en su gira japonesa. Fue el acto de apertura de estrellas como Tina Turner, Tom Jones y Diana Ross, convirtiéndose en la estrella principal del espectáculo "Moulin Rouge" en el hotel Hilton de Las Vegas a los veinticinco años. Está casado con Abbi Spinner, quien compone y ejecuta música de tipo new age, además de ayudarlo en sus espectáculos. 
Votado como uno de los cien magos más influyentes del siglo XX, su innovador estilo combina mimo, kabuki (tipo de teatro japonés), danza, artes marciales, y distintas disciplinas que dan una textura artística diferente a sus números. 
Su espectáculo más conocido es "Mask, myth & magic", en el cual realiza sus dos famosas de máscaras y su rutina de manipulación de naipes, entre otras. La música fue compuesta en su mayoría por Jordan Rudess, tecladista de la banda Dream Theater. 
Grabó varios videos técnicos para magos, entre los que se destacan Art of card manipulation I, II y III, que hicieron más accesible el aprendizaje de una de las especialidades más difíciles de la magia: la manipulación. En ellos también da valiosos consejos a los magos principiantes que están empezando a desarrollarse como artistas. 
Actualmente está asentado en Las Vegas, capital mundial de la magia, donde tiene su propia escuela, la "Magic and Mistery School". Frecuentemente viaja por el mundo dando conferencias, haciendo espectáculos en congresos de magos, asesorando a otros ilusionistas, y actuando en cruceros de primer nivel.Su maestro es Eugene Burger, con quien comparte su escuela y varias de sus giras. Juntos organizaron el Mystery School, un tipo de convención poco común por su espíritu y el tipo de interacción que proponía; es predecesora de las actuales Master class -lecciones que brindan a un grupo reducido de alumnos-.  
Desde hace varios años organiza o participa en eventos al aire libre en los que se tocan tambores y se baila alrededor del fuego hasta el amanecer, en una suerte de fiesta pagana; Burning Man y Firedance son los dos festivales más conocidos. Dice que lo hace para recuperar la magia, para sentirla y poder darla al público ya que "uno no puede dar un regalo que no tiene". 

En su estilo se percibe la influencia de Jeff Sheridan, mago callejero que actuaba en la década de 1970 en el Central Park de Nueva York. Un buen ejemplo de esto es su presentación silenciosa del juego "El sueño del avaro". La dirección de sus espectáculos está realizada por Tobias Beckwith, también su representante.

## Apariciones en televisión
- The World Greatest Magician II (Estados Unidos)
- The Art of Magic I, II y III (Estados Unidos)
- Champions of Magic (Estados Unidos)
- The Mysteries of Magic (Estados Unidos)
- Ilusiones (Portugal)
- The Best of Magic (Inglaterra)
- Paul Daniels Show (Inglaterra)
- Sebastien Cèst Fou (Francia)
- Magic Andreu (España)
- Y programas en (Alemania), (Italia), (Japón) y los (Países bajos).
- En un capítulo de la serie "Deep Space Nine" de Viaje a las estrellas, interpretó a un mago asesino que utilizaba una máscara blanca.
- Criss Angel Mindfreak (Estados Unidos)
- NadaxAqui (España)
- Masters of Illusion (Estados Unidos)

## Selección de premios
- Estrella de la magia del círculo Nueva York de la International Brotherhood of Magicians (I.B.M.).
- Tres veces ganador del Gran Premio Internacional de la Magia (Mónaco).
- En 1994 el Castillo Mágico de Los Ángeles lo distinguió como el Mago del Año por su rutina de la máscara, en la que combina la apertura de su espectáculo con una secuencia de manipulación de naipes, que culmina arrojando naipes al público a una distancia increíble, a la manera de Ricky Jay y Howard Thurston.
- En el 2005 marcó tres récords mundiales para el Libro Guinness de los Récords por su destreza manipulativa con naipes y monedas.